# سانتیاگو کاماچو
سانتیاگو کاماچو (انگلیسی: Santiago Camacho؛ زادهٔ ۲۵ ژانویهٔ ۱۹۹۷) بازیکن فوتبال اهل آرژانتین است.
از باشگاه‌هایی که در آن بازی کرده‌است می‌توان به باشگاه ورزشی سن لورنسو آلماگرو اشاره کرد.